# Sid Watkins
Eric Sidney Watkins, más conocido como Sid Watkins (Liverpool, Reino Unido; 6 de septiembre de 1928 - Londres, Reino Unido; 12 de septiembre de 2012), fue un neurocirujano de nacionalidad inglesa de gran reputación en la Fórmula 1, en donde fue delegado médico y de seguridad de 1978 a 2004. Su trabajo fue clave en el rescate y salvamento de pilotos como Didier Pironi, Martin Donnelly, Karl Wendlinger, Rubens Barrichello y Mika Häkkinen, aunque no pudo hacer nada por Roland Ratzenberger en el accidente del 30 de abril de 1994 y tampoco por su gran amigo Ayrton Senna el 1 de mayo de 1994 en el accidente que le costó la vida.

"No era piloto ni mecánico. Era médico y es probablemente justo decir que hizo el máximo posible durante muchos años para hacer que la Fórmula 1 fuera tan segura como lo es actualmente"
Ron Dennis

Escribió el libro titulado Vida al límite en 1996.